# 凉山碘泡虫
凉山碘泡虫（学名：Myxobolus liangshanensis）为碘泡科碘泡虫属的动物。在中国，分布于四川等，营寄生生活，寄生在墨头鱼的肾、肝、输尿管、膀胱、卵巢。